# The Vines
The Vines ist eine australische Rockband. Sie gilt als einflussreiche Band des Indie-Rocks Anfang der 2000er und als Nachfolger der Grunge-Welle Mitte der 1990er Jahre. Neben den zwei kommerziell erfolgreichen Alben Highly Evolved (2002) und Winning Days (2004) fiel die Gruppe vor allem durch mehrere Eskapaden ihres Sängers Craig Nicholls auf, die an Kurt Cobain erinnerten. Ab 2006 verschwand die Band wieder aus den Medien, ist allerdings heute noch aktiv.

## Geschichte
Craig Nicholls, Patrick Matthews und David Oliffe lernten sich auf der High School kennen und jobbten später bei der Fast-Food-Kette McDonald’s. Ursprünglich wurde die Band unter dem Namen Rishikesh gegründet, dies bezog sich auf den gleichnamigen indischen Ort, in dem die Beatles 1968 ein Aschram besuchten. Jedoch wurde der Name in den Zeitungen immer falsch geschrieben. So wählte die Band als neuen Namen The Vines in Anlehnung an den Namen der Band The Vynes, einer ehemaligen Band seines Vaters, die im Raum Sydney mit Elvis-Presley-Coverversionen auftrat. Anfangs spielte Nicholls Band Coversongs von Nirvana, wobei sie recht schnell anfingen, eigenes Material aufzunehmen. Bei ihrem ersten Auftritt bei Freunden auf einer Feier war Craig Nicholls so nervös, dass er einen Nervenzusammenbruch erlitt und nicht in der Lage war zu spielen.
2001 veröffentlichte die Band mit der EP Factory die erste professionelle Aufnahme. Sie wurde NMEs Single of the Week im November 2001. Die Erfolgsgeschichte der drei Australier begann schließlich im Februar 2002, nachdem sie zu einer 18-monatigen Tour durch die Vereinigten Staaten, Europa und Australien aufgebrochen waren. Zunächst erreichte die Single Highly Evolved Platz 32 der britischen Musikcharts. Ihr gleichnamiges Debütalbum verkaufte sich weltweit 1,5 Millionen Mal. Auftritte in der Late Show with David Letterman, vor allem aber die Live-Version von Get Free bei den MTV Video Music Awards 2002 machten sie in kürzester Zeit weltweit bekannt. In Australien erhielten sie einen ARIA-Award als beste Newcomer.
Frontmann Nicholls wurde von der britischen Musikzeitschrift NME als „Psycho“ beschrieben, „der jeden Moment durchdrehen“ könne. Zu dem Zeitpunkt lief die Berichterstattung den Bemühungen von Bandkollegen und Freunden zuwider, Nicholls’ ohnehin schon labilen psychischen Zustand zu stabilisieren. Sie erkor ihn zum würdigen musikalischen Nachfolger Kurt Cobains, womit sie einen enormen Druck auf den Frontmann erzeugte, attestierte ihm jedoch einige Zeit später wieder völliges Unvermögen sich zu fassen.
Im weiteren Verlauf verließ der bisherige Schlagzeuger David Oliffe die Band aus bisher unbekannten Gründen, woraufhin in Hamish Rosser Ersatz gefunden wurde. Außerdem holte Craig seinen langjährigen Schulfreund Ryan Griffith als Unterstützung an der Gitarre in die Band.
Das zweite Album Winning Days erschien im Jahr 2004. Tempowechsel und die Mischung aus harter Rockmusik und sanften Balladen machen das Folgewerk zu einem würdigen Nachfolger, das jedoch an die Verkaufszahlen von Highly Evolved nie herankam. Zudem kam es zu einigen Skandalen. Während der US-Tour wurden sie bei der Tonight Show wieder ausgeladen, nachdem Nicholls bei den Proben Studioinventar zerstört hatte. Zwei Tage später kam es in Boston auf einem Konzert zu einer Schlägerei zwischen dem Bassisten Patrick Matthews und Craig Nicholls, woraufhin Matthews die Bühne verließ und einige Tage später seinen Ausstieg aus der Band bekannt gab.
Im November 2004, im Rahmen eines Prozesses gegen Craig Nicholls, der wegen Sachbeschädigung (Zerstörung einer Kamera einer Fotografin) angeklagt wurde, wurde bei diesem das Asperger-Syndromdiagnostiziert, woraufhin er von der Justiz freigesprochen wurde. Menschen mit dieser Form des Autismus haben keine Einschränkungen hinsichtlich ihrer Intelligenz, haben jedoch Schwierigkeiten mit der Kommunikation sowie dem Verhalten in sozialen Situationen. Menschenmengen und Stress können zur Reizüberflutung führen. Aus diesem Grund und auf Anraten der Ärzte werden The Vines vorerst keine Tourneen im traditionellen Sinne mehr starten. Entgegen vielen Gerüchten führte die Diagnose Nicholls jedoch nicht zur Auflösung.
Stattdessen arbeitete die Band schon im Jahr 2005 an ihrem nächsten Studioalbum Vision Valley, welches im Juli 2006 veröffentlicht wurde.
Nach einer zweijährigen Bühnenpause feierte die Band im September 2006 beim australischen Festival „Splendor in the grass“ ihr Comeback. Die beiden folgenden Konzerte in Sydney und Melbourne waren nach kürzester Zeit ausverkauft.
Im März 2008 wurde ein „Best of“ der Band veröffentlicht, eine Compilation aus den Songs der ersten drei Studioalben. Am 12. Juli 2008 erschien in Australien das vierte Studioalbum der Band, Melodia, welches 14 Titel enthält. Es wurde in Los Angeles von Rob Schnapf produziert, der bereits an den ersten beiden Alben mitwirkte. In Deutschland wurde Melodia am 17. Oktober 2008 veröffentlicht. Die erste Singleauskopplung aus dem vierten Album trägt den Namen He’s A Rocker. Das Album wurde von der Musikpresse überwiegend schlecht aufgenommen. So nannte das Uncut-Magazin es eher ein „Entwurfbuch voller Ideen“ als ein Album, NME schrieb, das Album klänge „embryonal“. Under The Radar gab dem Album einen der schlechtesten Reviews, indem das Album als „Scherz“ oder „Selbstparodie auf tiefstem Niveau“ bezeichnet wurde.
2011 folgte das Album Future Primitive. das Platz 24 der australischen Charts erreicht. Das Album wurde über Sony Music Entertainment veröffentlicht. Das Album experimentierte bei einigen Tracks mit elektronischen Elementen. 2012 geriet Nicholls erneut in die Schlagzeilen, als er verhaftet wurde, nachdem er während eines Familienstreites seine Mutter attackierte und zweimal gegen den Kopf schlug. Er widersetzte sich seiner Verhaftung.
Nach dem Misserfolg der letzten Alben kehrte die Band der Musikindustrie den Rücken.
Im Dezember 2011 verließen Schlagzeuger Hamish Rosser und Gitarrist Ryan Griffiths die Band unter angeblich „düsteren“ und „verbitterten“ Umständen. Auf dem Homebake 2012 spielten die Vines zu dritt, Craig Nicholls, Brad Heald und Schlagzeuger Murray Sheridan.
Im Januar 2012 verließen auch Sheridan und Heald die Band.
2014 erschienen erstmals Ankündigungen über ein neues Line-Up der Vines und eine neue Veröffentlichung. Ihr nächstes Album Wicked Nature erreichte Platz 29 der australischen Charts und markierte ihre erste Eigenveröffentlichung, die selbstfinanziert sowie durch Crowdfunding entstand. Wicked Nature ist ein Doppelalbum.
2018 erschien ihr bisher letztes Album In Miracle Land, wie das Album davor als Eigenproduktion.
Die Band pflegt unter anderem freundschaftliche Kontakte zu Youth Group, The Strokes und Supergrass.
Zu aktuellen Aktivitäten in der Band sind sich Musikpresse sowie Fans zurzeit uneinig, da die Bandkollegen Tim John (Bass) und Lachlan West (Schlagzeug) nach den Aufnahmen und der Tour des Albums In Miracle Land von Frontmann Craig Nicholls entlassen worden sind. Des Weiteren ist die Band unter ihren offiziellen Accounts in sozialen Medien seit Jahren inaktiv.
Es folgte 2018 eine kurze Reunion des klassischen Line-Ups mit Hamish Rosser am Schlagzeug, Patrick Matthews am Bass und Ryan Griffiths an der Rhythmusgitarre sowie Craig Nicholls als Frontmann der Band. Auf diesen Auftritten wurden ausschließlich Songs der ersten beiden Studioalben gespielt. Seitdem sind keine weiteren Auftritte gespielt worden.
2021 wurde vom australischen Musikproduzenten Ryan Miller, der auch schon die Produktion für In Miracle Land übernommen hatte, ein neues Studioalbum von Craig Nicholls angekündigt. Ob dies unter dem Namen The Vines eingespielt wird, ist noch unklar.
Am 8. Dezember 2021 wurde von Ryan Miller ein neues Foto von Craig Nicholls im Studio veröffentlicht. Diese Tatsache lässt darauf schließen, dass Craig Nicholls an einem Soloalbum arbeitet.
Im März 2024 bestätigte Schlagzeuger Hamish Rosser seine Rückkehr zur Band. Kurz darauf veröffentlichte Ryan Miller ein Video auf seinem Instagram-Account, welches Rosser am Schlagzeug zeigt. Ebenso gab es Spekulationen über eine mögliche Rückkehr von Ryan Griffiths, welche aber unbestätigt geblieben sind.

## Diskografie

### Alben
| Jahr | Titel             | Höchstplatzierung, Gesamtwochen, AuszeichnungChartplatzierungen (Jahr, Titel, Platzierungen, Wochen, Auszeichnungen, Anmerkungen) | Höchstplatzierung, Gesamtwochen, AuszeichnungChartplatzierungen (Jahr, Titel, Platzierungen, Wochen, Auszeichnungen, Anmerkungen) | Höchstplatzierung, Gesamtwochen, AuszeichnungChartplatzierungen (Jahr, Titel, Platzierungen, Wochen, Auszeichnungen, Anmerkungen) | Höchstplatzierung, Gesamtwochen, AuszeichnungChartplatzierungen (Jahr, Titel, Platzierungen, Wochen, Auszeichnungen, Anmerkungen) | Höchstplatzierung, Gesamtwochen, AuszeichnungChartplatzierungen (Jahr, Titel, Platzierungen, Wochen, Auszeichnungen, Anmerkungen) | Höchstplatzierung, Gesamtwochen, AuszeichnungChartplatzierungen (Jahr, Titel, Platzierungen, Wochen, Auszeichnungen, Anmerkungen) | Anmerkungen                                                   |
| Jahr | Titel             | AU | DE | AT | CH | UK | US | Anmerkungen                                                   |
| ---- | ----------------- | --- | --- | --- | --- | --- | --- | ------------------------------------------------------------- |
| 2002 | Highly Evolved    | AU5 Platin · (27 Wo.)AU | DE33 (6 Wo.)DE | AT28 (6 Wo.)AT | — | UK3 Gold · (10 Wo.)UK | US11 Gold · (25 Wo.)US | Erstveröffentlichung am 14. Juli 2002 Capitol Records         |
| 2004 | Winning Days      | AU7 (4 Wo.)AU | DE47 (4 Wo.)DE | AT40 (6 Wo.)AT | CH77 (2 Wo.)CH | UK29 (3 Wo.)UK | US23 (6 Wo.)US | Erstveröffentlichung am 23. März 2004 Capitol Records         |
| 2006 | Vision Valley     | AU14 (3 Wo.)AU | — | — | CH94 (1 Wo.)CH | UK71 (1 Wo.)UK | US136 (1 Wo.)US | Erstveröffentlichung am 1. April 2006 EMI, Capitol Records    |
| 2008 | Melodia           | AU12 (3 Wo.)AU | — | — | — | — | — | Erstveröffentlichung am 12. Juli 2008 Ivy League              |
| 2011 | Future Primitive  | AU24 (1 Wo.)AU | — | — | — | — | — | Erstveröffentlichung am 3. Juni 2011 Sony Music Entertainment |
| 2014 | Wicked Nature     | AU29 (1 Wo.)AU | — | — | — | — | — | Erstveröffentlichung am 2. September 2014 Wicked Nature Music |
| 2018 | In a Miracle Land | — | — | — | — | — | — | Erstveröffentlichung am 29. Juni 2018 Wicked Nature Music     |

### Kompilationen
- 2008: The Best of The Vines (Capitol Records)

### Demos und EPs
- 2001: Demo
- 2001: Mixes
- 2002: This Is Not The Vines Album
- 2002: College EP

### Singles
| Jahr | Titel Album                             | Höchstplatzierung, Gesamtwochen, AuszeichnungChartplatzierungen (Jahr, Titel, Album, Platzierungen, Wochen, Auszeichnungen, Anmerkungen) | Höchstplatzierung, Gesamtwochen, AuszeichnungChartplatzierungen (Jahr, Titel, Album, Platzierungen, Wochen, Auszeichnungen, Anmerkungen) | Anmerkungen |
| Jahr | Titel Album                             | AU | UK | Anmerkungen |
| ---- | --------------------------------------- | --- | --- | ----------- |
| 2002 | Highly Evolved                          | — | UK32 (2 Wo.)UK |             |
| 2002 | Get Free Highly Evolved                 | AU44 (2 Wo.)AU | UK24 (3 Wo.)UK |             |
| 2002 | Outtathaway Highly Evolved              | AU38 (3 Wo.)AU | UK38 (3 Wo.)UK |             |
| 2003 | Homesick Highly Evolved                 | AU50 (1 Wo.)AU | — |             |
| 2004 | Ride Winning Days                       | AU44 (1 Wo.)AU | UK25 (3 Wo.)UK |             |
| 2004 | Winning Days                            | — | UK42 (2 Wo.)UK |             |
| 2006 | Anysound Vision Valley                  | — | UK63 (1 Wo.)UK |             |
| 2006 | Don’t Listen to the Radio Vision Valley | AU46 (2 Wo.)AU | UK66 (1 Wo.)UK |             |

Weitere Singles
- 2001: Hot Leather/Sunchild
- 2001: Factory
- 2003: Fuck the World
- 2006: Gross Out
- 2007: Dope Train
- 2008: He’s a Rocker
- 2008: MerryGoRound
- 2008: Get Out
- 2011: Gimme Love
- 2011: Future Primitive
- 2014: Metal Zone
- 2016: In Miracle Land